# Santomera
Santomera ist eine südspanische Kleinstadt und Gemeinde (municipio) mit 16.320 Einwohnern (Stand: 2024) in der autonomen Gemeinschaft Murcia.

## Geographie
Die Gemeinde befindet sich im Osten der Region Murcia und grenzt im Osten an die Provinz Alicante. Die Gemeinde befindet sich an der Grenze eines vorküstlichen Tieflandes.

## Geschichte
Santomera ist seit der Steinzeit von Menschen bewohnt. Die erste urkundliche Erwähnung, in der der Ortsname Santomera auftaucht, stammt aus der Zeit der Reconquista. Der König der Taifa von Murcia unterzeichnete 1243 einen Vertrag mit Kastilien, in dem das Gebiet Teil der kastilischen Herrschaft werden sollte. Allerdings blieb das Gebiet bis zu einem Mudéjar-Aufstand in den Jahren 1264–1266 muslimisch. Der König Jakob I. von Aragón schlug den Aufstand nieder. Die ehemalige Taifa von Murcia war weitgehend leer und der kastilische König beschloss, sie wieder zu besiedeln. Menschen aus Katalonien, Aragonien und jenseits der Pyrenäen zogen in das Königreich Murcia und einige neue Bewohner des Königreichs erhielten Land in Santomera.
Im 16. Jahrhundert kam es zu einem Anstieg der Bevölkerung und der Ausdehnung der Stadt aufgrund von zwei Tatsachen. Die erste ist, dass ein Teil des Territoriums ausgetrocknet war. Das führte dazu, dass man diese Ländereien nutzte und darauf baute. Einige adelige und religiöse Grundbesitzer haben die neuen verfügbaren Grundstücke erworben. Die zweite Tatsache war, dass der Bergbau wieder aufgenommen wurde. Die Bergbauressourcen waren im 18. Jahrhundert erschöpft. Es gab jedoch andere wirtschaftliche Ressourcen, wie z. B. die, die mit der Landwirtschaft verbunden waren.
Der wirtschaftliche Aufschwung stoppte nach dem Halbinselkrieg. Santomera erhielt mit der spanischen Verfassung von 1812 einen eigenen Stadtrat. Die Unabhängigkeit von der Gemeinde Murcia endete, als der absolutistische König Ferdinand VII. den Thron bestieg. Während des Trienio Liberal (1820–1823) wurde Santomera wieder von Murcia unabhängig, wurde aber nach dieser Periode wieder Teil von Murcia. Eine weitere eigene Gemeindeperiode gab es von 1836 bis 1848. Die heutige Gemeinde existiert seit dem Jahr 1978.

## Bevölkerungsentwicklung
| 1981  | 1991  | 2001   | 2011   |
| ----- | ----- | ------ | ------ |
| 7.346 | 8.518 | 11.726 | 15.547 |

## Wirtschaft
Die Wirtschaft ist von der Landwirtschaft geprägt. Am häufigsten werden Zitrusfrüchte angebaut.

## Sehenswürdigkeiten
- Die Pfarrkirche Del Rosario: Sie wurde im 19. Jahrhundert erbaut. Jahrhundert erbaut. Vor der jetzigen Kirche gab es an gleicher Stelle ein kleines Heiligtum. Das Heiligtum erlebte einige Phasen, in denen es umgestaltet und erweitert wurde. Mit dem Bau der aktuellen Version der Kirche wurde 1840 begonnen.